# 배도환
배도환(裵度煥, 1964년 4월 21일 ~ )은 대한민국의 배우이다.

## 생애
1983년 연극배우 첫 데뷔한 그는 13년 후 1996년 우리나라 최고 시청률 65.8%를 기록한 KBS 주말연속극 《첫사랑》에서 오동팔 역으로 1996년 KBS 연기대상 신인상, 인기상, 조연상 3개 부문 후보에 올랐으며, 1997년 백상 예술 대상 신인상 후보로 올라 오토바이 CF에도 출연하는 등 인기를 얻었다.
1986년 이근삼 작 '욕망'에서 야당 총재 역으로 주연, 전국 대학 연극제에서 문교부 장관상 금상수상 이후 극단 배우로 활동. 1991년 극단 산맥 '도마 안중근'에서 주인공 안중근 역으로 공연 중 KBS 14기 탤런트 시험에 합격, 데뷔하였다.
데뷔 후 역할을 가리지 않고 다양한 캐릭터의 배역을 소화하여 1994년 KBS 연기대상에서 최다 배역상을 받았고, 그 후로 현재까지 주요 출연작품으로는 《첫사랑》, 《주몽》《산 너머 남촌에는》《야인시대》 등 현재까지 약 300여편의 드라마에 출연한 경력을 가지고 있는 다양한 캐릭터의 연기자이다.

## 출연작/외부 활동

### 연극 출연
- 1986년 이근삼 작 '욕망'에서 야당 총재 역으로 주연, 전국 대학 연극제 문교부장관상 금상 수상
- 1989년 극단 춘추 연극 '더러운 손' 출연
- 1991년 극단 산맥 '도마 안중근'에서 안중근 역 주연

### 영화 출연
- 1991년 《젊은 날의 초상》 - 정보석 운동권 친구역으로 데뷔
- 2008년 《쉿! 그녀에겐 비밀이에요》 - 달규 역 조연

### KBS
- 1991년 KBS2 단막드라마 《TV 손자병법》
- 1991년 KBS2 수목드라마 《아스팔트 내 고향》
- 1992년 KBS2 수목드라마 《백번 선본 여자》
- 1992년 KBS2 청춘드라마 《내일은 사랑》
- 1992년 KBS1 《삼국기》 -  김명 장군 역
- 1992년 KBS2 《대추나무 사랑걸렸네》- 특별출연
- 1993년 KBS2 《희망》
- 1993년 KBS1 《떠도는 혼》
- 1993년 KBS1 《시인과 광인》
- 1994년 KBS2 《신 손자병법》
- 1994년 KBS1 《역사 앞에서》
- 1994년 KBS2 《딸부잣집》
- 1995년 KBS2 《젊은이의 양지》
- 1996년 KBS1 《찬란한 여명》
- 1996년 KBS2 《첫사랑》 - 오동팔 역
- 1997년 KBS 《행복한 아침》- 배도통 역
- 2001년 KBS2 《여자는 왜?》
- 2002년 KBS1 《인생화보》 - 막동이 역
- 2003년 KBS1《무인시대》 - 이지식 역
- 2004년 KBS2 《4월의 키스》
- 2005년 KBS2 《KBS 드라마시티 - 왕대박 황말불》
- 2007년~2012년 KBS 《산 너머 남촌에는》 - 봉순호 역
- 2009년 KBS 《천추태후》 - 최원신 역
- 2012년 KBS 《대왕의 꿈》 - 염장 역
- 2015년 KBS1 《징비록》 - 진린 역
- 2017년 KBS2 《꽃 피어라 달순아!》 - 정충기 역
- 2018년 KBS2 《끝까지 사랑》 - 최만식 역
- 2020년 KBS2 《비밀의 남자》 - 여봉준 역 (특별출연)
- 2021년 KBS2 《신사와 아가씨》 - 마동필 역
- 2023년 KBS2 《비밀의 여자》- 이덕배 역

### 타방송사
- 1995년 SBS 특별기획드라마 《코리아게이트 (드라마) 》 - 박종규 역
- 1995년 SBS 주간시트콤 《LA아리랑》
- 1997년 MBC 《남자 셋 여자 셋》
- 1998년 SBS 《승부사》 - 이대리 역
- 1999년 SBS 《은실이》 - 백두봉 역
- 2000년 SBS 《자꾸만 보고싶네》 - 박장호 역
- 2001년 MBC 《내 약혼녀 이야기》
- 2001년 MBC 《상도》 - 유두철 역
- 2002년 SBS 《야인시대》 - 한백수 역 (이기붕의 비서)
- 2003년 SBS 《해 뜨는 집》
- 2004년 MBC 《영웅시대》 - 이상구 역
- 2004년 SBS 《토지》 - 칠성이 역
- 2005년 MBC 《신돈》 - 이인임 역
- 2006년 MBC 《주몽》 - 태마진 역
- 2007년 SBS 《로비스트》
- 2016년 MBC every1 《조선왕조실톡 시즌2》
- 2016년 MBC 《옥중화》 - 차대명 역
- 2018년 JTBC 《미스 함무라비》
- 《MBC 베스트극장》

### TV 프로그램
- KBS2 《체험 삶의 현장》
- KBS1 《TV는 사랑을 싣고》
- KBS1 《가족오락관》
- MBC 《축구 아카데미》
- KBS2 《도전! 지구탐험대》
- KBS2 《퀴즈 탐험 신비의 세계》
- KBS2 《퍼즐특급열차》
- KBS2 《생방송 좋은 아침입니다》
- KBS2 《여유만만》
- KBS2 《서세원 쇼》
- KBS2 《야!한밤에》
- KBS2 《자유선언 오늘은 토요일》
- KBS2 《출발드림팀2》
- SBS《잘먹고 잘사는 법》
- KBS1 《아침마당》
- KBS1 《6시 내고향》
- KBS1 《고향극장》
- SBS《좋은 아침》
- KBS1 《TV쇼 진품명품》
- JTBC 《뭉쳐야 찬다》
- SBS《신발 벗고 돌싱포맨》
- MBN《보이스트롯》

### 라디오 프로그램
- 2016년 EBS FM 《EBS 책 읽는 라디오 낭독 시리즈》

### 행사
- 2005 멕시코한인회 초청 멕시코 이민 100주년 기념행사 MC
- 2017 광화문 바둑축제 행사 MC
- 2019 정읍 황토현 동학 농민혁명 기념제 MC

## 경력
- 1997 효성오토바이 광고
- 2011 서울시 축구연합회 홍보대사
- 2014 구세군 홍보대사
- 2017 KBS 탤런트극회 홍보실장
- 2017 O.K 쪼아 연예인 골프단 사무총장
- 2018 일레븐 연예인 축구단
- 2019 정읍 명예시민
- 2019 쓰리엔텍 매직캡슐 광고

### 학력
- 오산고등학교 졸업
- 인천대학교 전자공학과 학사

#### 비학위 수료
- 고려대학교 정보통신대학원 최고위 과정 수료

## 수상
- 1996년 KBS 연기대상 신인상 (후보)
- 1996년 KBS 연기대상 인기상 (후보)
- 1996년 KBS 연기대상 조연상 (후보)
- 1997년 한국 백상예술대상 신인상 (후보)
- 2013년 대한민국 충효대상 방송문화 부문 방송연기 공로대상